# ویلیام اچ. ولش
ویلیام اچ. ولش (انگلیسی: William H. Welch؛ ‏ ۸ آوریل ۱۸۵۰ – ۳۰ آوریل ۱۹۳۴) پزشک، آسیب‌شناس و باکتری‌شناس اهل ایالات متحده آمریکا بود.
وی یکی از چهار استاد بزرگ (Big Four) بنیان‌گذار بیمارستان جانز هاپکینز، نخستین رئیس دانشکده پزشکی جانز هاپکینز و همچنین بنیان‌گذار دانشکده بهداشت بلومبرگ جان هاپکینز بود که نخستین دانشکدهٔ بهداشت عمومی در ایالات متحده آمریکا محسوب می‌شود.